# Skil-Shimano/2007
Deze pagina geeft een overzicht van de wielerploeg Skil-Shimano in 2007.
| Naam                   | Geboortedatum | Nationaliteit | Ploeg 2006  |
| ---------------------- | ------------- | ------------- | ----------- |
| Fabian Bacquet         | 28-02-1986    | Frankrijk     | beloften    |
| Maarten den Bakker     | 26-01-1969    | Nederland     | Team Milram |
| Ji Cheng               | 15-07-1987    | China         | -           |
| David Deroo            | 11-03-1985    | Frankrijk     | beloften    |
| Floris Goesinnen       | 30-10-1983    | Nederland     |             |
| Kenny van Hummel       | 30-09-1982    | Nederland     |             |
| Clément Lhotellerie    | 09-03-1986    | Frankrijk     | beloften    |
| Jin Long               | 24-10-1983    | China         | -           |
| Paul Martens           | 26-10-1983    | Duitsland     |             |
| Christoph Meschenmoser | 29-07-1983    | Duitsland     |             |
| Christian Müller       | 01-03-1982    | Duitsland     | Team CSC    |
| Piet Rooijakkers       | 16-08-1980    | Nederland     |             |
| Albert Timmer          | 13-06-1985    | Nederland     | beloften    |
| Maarten Tjallingii     | 05-11-1977    | Nederland     |             |
| Aart Vierhouten        | 19-03-1970    | Nederland     |             |
| Fang Xu                | 14-01-1983    | China         | -           |

## Belangrijke overwinningen
| Ronde van Noord-Holland winnaar: Kenny van Hummel Ster Elektrotoer 3e etappe: Paul Martens Profronde van Friesland winnaar: Maarten den Bakker Nationale Sluitingsprijs winnaar: Floris Goesinnen |

Mannen: 1999 · 2000 · 2001 · 2002 · 2003 · 2004 · 2005 · 2006 · 2007 · 2008 · 2009 · 2010 · 2011 · 2012 · 2013 · 2014 · 2015 · 2016 · 2017 · 2018 · 2019 · 2020 · 2021 · 2022 · 2023 · 2024 · 2025
Vrouwen: 2011 · 2012 · 2013 · 2014 · 2015 · 2016 · 2017 · 2018 · 2019 · 2020 · 2021 · 2022 · 2023 · 2024 · 2025